# Szybowice
Szybowice (niem. Schnellewalde) – wieś w Polsce, położona w województwie opolskim, w powiecie prudnickim, w gminie Prudnik. Historycznie leży na Górnym Śląsku, na ziemi prudnickiej. Położona jest na pograniczu Gór Opawskich i Obniżenia Prudnickiego, będącego częścią Niziny Śląskiej. Przepływa przez nią struga Potoczyna.
W latach 1975–1998 miejscowość administracyjnie należała do ówczesnego województwa opolskiego.
31 marca 2011 r. wieś była zamieszkana przez 1041 osób.

## Geografia

### Położenie
Szybowice to długa wieś ulicówka (7,5 km) położona w południowo-zachodniej Polsce, w województwie opolskim, około 8,5 km od granicy z Czechami, w zachodniej części Obniżenia Prudnickiego, tuż przy granicy gminy Prudnik z gminą Głuchołazy. Należy do Euroregionu Pradziad. Leży na terenie Nadleśnictwa Prudnik (obręb Prudnik). Przez granice administracyjne wsi przepływa struga Potoczyna. Leży na wysokości 290–295 m n.p.m.

### Środowisko naturalne
W Szybowicach panuje klimat umiarkowany ciepły. Średnia temperatura roczna wynosi +7,8 °C. Duże zróżnicowanie dotyczy termicznych pór roku. Średnie roczne opady atmosferyczne w rejonie Szybowic wynoszą 625 mm. Dominują wiatry zachodnie.
| SIMC    | Nazwa   | Rodzaj    |
| ------- | ------- | --------- |
| 0502753 | Włóczno | część wsi |

## Nazwa
Nazwa (niem. Schnellewalde) może pochodzić od słowa „szybki” lub od „szypów”, czyli wikliny, łoziny wykorzystywanej do wytwarzania trzonków do strzał. Dosłownie nazwę tłumaczy się jako „szybki las”, „szybki prąd rzeki”. Powstała na początku XIII wieku, chociaż pierwsza wzmianka pochodzi z 1305 r. (Księga uposażeń biskupa wrocławskiego). 12 listopada 1946 r. nadano miejscowości polską nazwę Szybowice.

## Historia

### Prehistoria i starożytność
Ślady pobytu człowieka na terenie obecnej wsi Szybowice, potwierdzone badaniami archeologicznymi, sięgają początku epoki żelaza (2600–2800 p.n.e.). W 1904 oraz w 1907 w Szybowicach znaleziono kamienne ostrza toporków z tejże epoki, którymi mogli posługiwać się myśliwi. Trafiły one do muzeum w Raciborzu, zaginęły podczas II wojny światowej.

### Średniowiecze

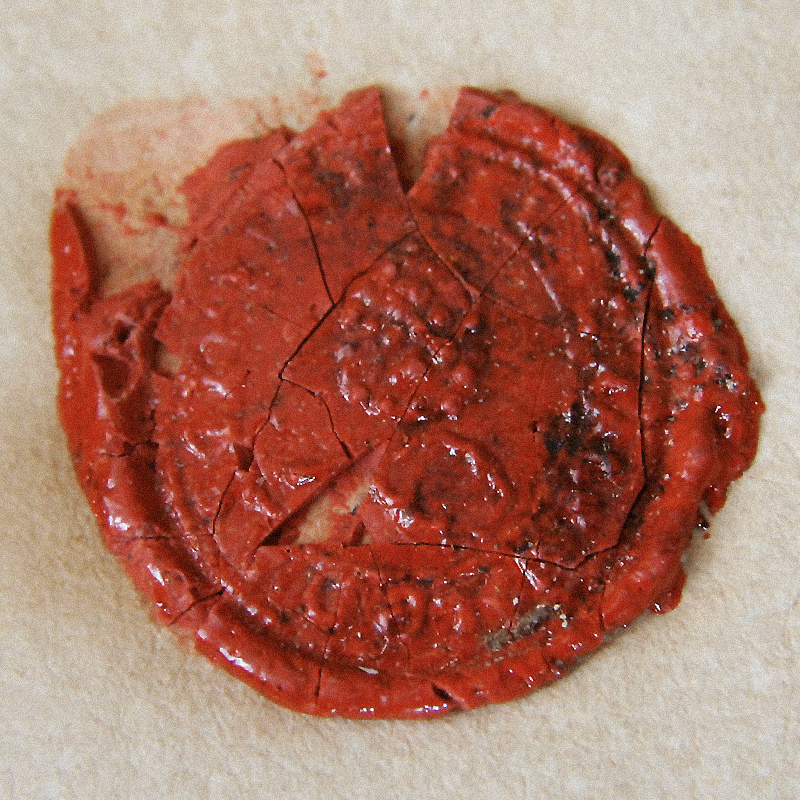
Pieczęć Szybowic (1722)

Teren, na którym powstały Szybowice, znajdowały się na obszarze plemienia Golęszyc. Brak dowodów na istnienie tu wówczas osady. Wieś została założona na początku XIII wieku. W dokumencie biskupa Tomasza I z 21 października 1240 odnotowano, że Jaksa von Schnellewalde był właścicielem wsi leżącej koło Głuchołaz. Nie została podana jej nazwa, przypuszcza się, że najprawdopodobniej były to Szybowice. Wieś lokował w 1281 Poltek von Schnellenwalde (według Jana Piotra Chrząszcza wieś założył młodszy Jaksa w 1300). Zamieszkali w niej osadnicy z Saksonii i Turyngii. Po raz pierwszy wzmiankowana była w 1305 w Księdze uposażeń biskupstwa wrocławskiego pod nazwą Schnellewalde. Szybowice należały do księstwa opolskiego. Miejscowy drewniany kościół wzmiankowany był po raz pierwszy w 1335. Rozwój wsi został powstrzymany w czasie rejzy husytów na Śląsk, kiedy to Prudnik wraz z okolicznymi wsiami został ograbiony i spalony przez husytów.
Prudniccy rajcy nie zgadzali się na spłatę długu zmarłego w 1447 roku biskupa Konrada IV Starszego wobec kolegiaty otmuchowskiej. Z tego powodu, 23 marca 1464 Prudnik i okoliczne wsie, w tym Szybowice, zostały obłożone ekskomuniką zatwierdzoną przez papieża Piusa II. Historyk Antoni Dudek ustalił, że ekskomunikę odwołano w XVI wieku, jednak nie został ujawniony dokument zdejmujący klątwę z miasta wydany przez papieża.

### XVI–XX wiek

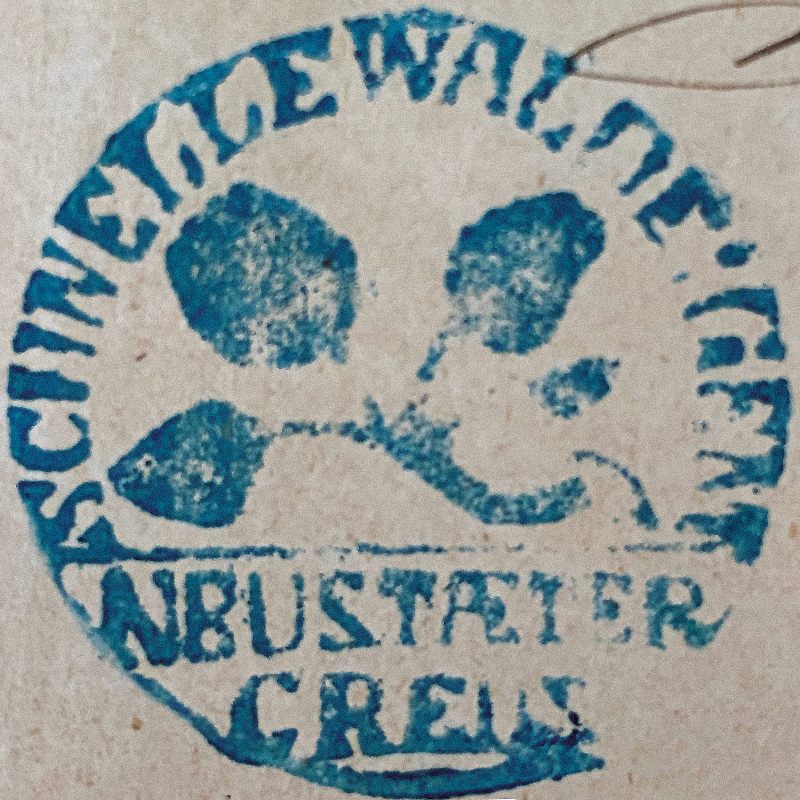
Pieczęć Szybowic (1881)

Według urbarza zamku w Prudniku z 1534, mieszkańcy Szybowic byli zobowiązani płacić daninę księciu oraz właścicielowi zamku w Prudniku. Oddawali także dziesięcinę proboszczowi. Wieś zamieszkiwało wówczas 69 osób, a jej sołtysem był Jakiel. W tym okresie we wsi istniała gospoda, której właścicielem był Brendel. Otrzymał on potwierdzenie jej posiadania przez królową Izabelę. W 1540 parafia katolicka w Szybowicach została przejęta przez zwolenników luteranizmu. Jej pierwszym pastorem został Florian Daul von Fürstenberg. W 1561 właścicielem Szybowic została Rada Miejska Prudnika. W 1566 we Frankfurcie nad Menem zostało wydane dzieło Floriana Daula pod tytułem Tantzteuffel: Das ist, wider den leichtfertigen, vnuerschempten Welt tantz, vnd sonderlich wider die Gottßzucht vnd ehrvergessene Nachttaentze (pol. Tańczący diabeł – to jest przeciw lekkomyślnemu bezczelnemu tańcowi światowemu i szczególnie przeciw przyzwoitości Bożej i pozbawionym czci tańcom nocnym), w której potępił „upadek moralny” mieszkańców Szybowic i okolic, „pozbawienie szacunku i czci dla wszelkich zasad etycznych, dobrego smaku”. W 1978 w Lipsku ukazał się przedruk dzieła, a w Budapeszcie zostało wystawione w formie przedstawienia. W posiadaniu szybowickiej parafii znajdowała się protestancka Biblia wydrukowana w Wittenberdze w 1545. Biblia ocalała przed zniszczeniem podczas wojny trzydziestoletniej, gdyż została ukryta w podwójnej powale spichlerza. Została znaleziona w 1945 przez Stanisława Nabzdyka, który następnie zabezpieczył ją w Inspektoracie Szkolnym w Prudniku. Zaginęła w latach 70. XX wieku. Drugi egzemplarz tej samej Biblii znajduje się w Nowym Jorku, w Astor Muzeum.

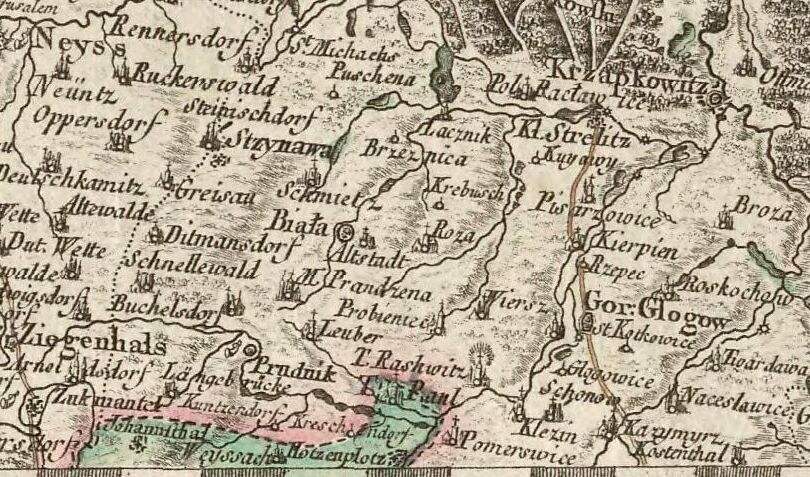
Szybowice (Schnellewald) wśród miejscowości ziemi prudnickiej na polskojęzycznej mapie z 1772

W 1625 w Szybowicach na dżumę zmarły 74 osoby. Grzebano ich we wspólnych grobach na cmentarzu wokół kościoła W tym okresie we wsi istniały 4 karczmy. Pomimo kontrreformacji, Szybowice wraz z Mieszkowicami stanowiły najsilniejsze ośrodki protestantyzmu w okolicy. Na mocy decyzji cesarza Ferdynanda II, 12 lutego 1629 kapitan La Mordie przepędził z Prudnika protestanckich duchownych, a latem tego samego roku pięćdziesięciu żołnierzy dokonało zbrojnego wjazdu do Szybowic i zmusiło siłą mieszkańców do przejścia na katolicyzm. Z 1651 pochodzi pierwsza wzmianka o istnieniu we wsi szkoły katolickiej.

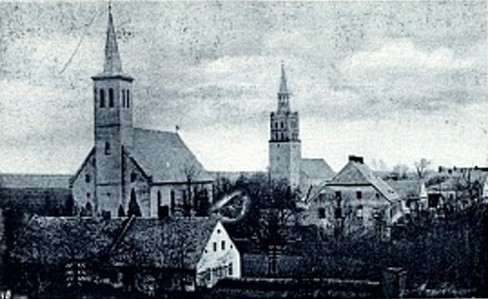
Kościoły ewangelicki i katolicki

Według wyliczenia urzędu podatkowego, w 1741 dochody wpływające do kasy miejskiej z Szybowic były największe ze wszystkich należących do Prudnika wsi i wynosiły 245 talarów, 18 groszy, 9 halerzy. Podczas I wojny śląskiej pod Szybowicami stacjonowały główne siły wojska Fryderyka II. Do 1742 wieś należała do powiatu sądowego prudnickiego w Monarchii Habsburgów. Po I wojnie śląskiej znalazła się w granicach Królestwa Prus i weszła w skład powiatu prudnickiego w prowincji Śląsk. W 1748 wzmiankowano szkołę ewangelicką w Szybowicach. W 1754 wzniesiono drewniany kościół ewangelicki, a w latach 1784–1785 powstała murowana świątynia. W 1757 we wsi stacjonowali huzarzy na czele z majorem Wilhelmem Sebastianem von Belling. Według spisu z 1763, w Szybowicach mieszkały 1283 osoby, a wśród nich 143 rolników, 50 ogrodników i 67 chałupników. Friedrich Albert Zimmermann w 1784 notował, że w Szybowicach odbywała się uprawa lnu. Wieś posiadała swoją własną pieczęć, która przedstawiała w polu gałązkę z trzema szyszkami, a w otoku napis: SCHNELLEWALDE: GEM / NEUSTAETER CREIS (pol. Gmina Szybowice / Powiat Prudnicki).

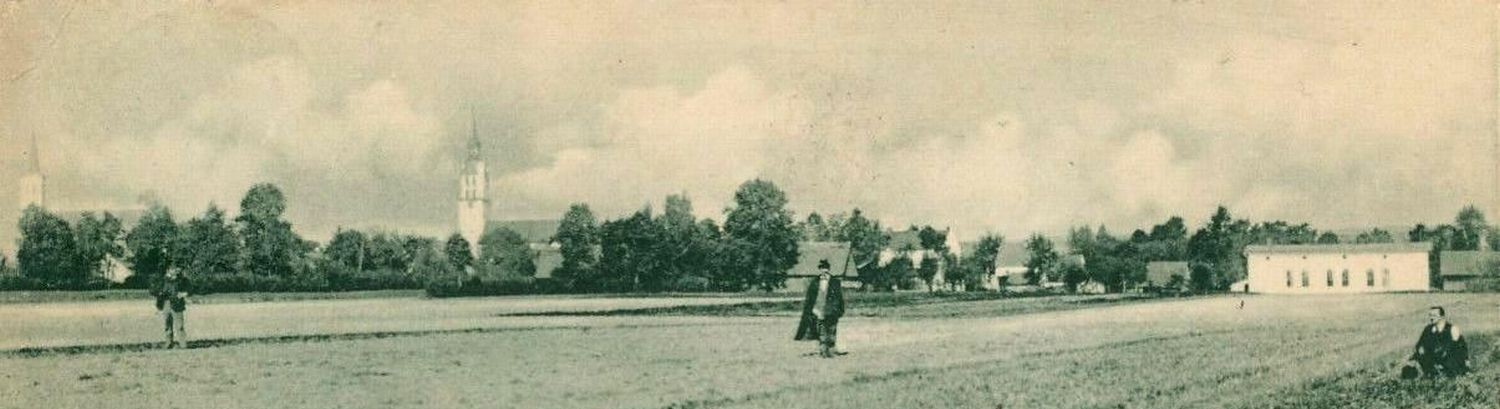
Panorama Szybowic z końca XIX wieku

W 1800 wieś zamieszkiwało 9 wolnych rolników, 137 pańszczyźnianych, 17 wolnych chałupników oraz 209 wyrobników pańszczyźnianych. W 1807, podczas oblężenia Twierdzy Nysa przez wojska napoleońskie, wspierający Francuzów Wirtemberczycy dokonywali napadów rabunkowych na Szybowice. Następnie mieszkańcy wsi utrzymywali stacjonujących w Prudniku polskich ułanów z Legii Polsko-Włoskiej. W 1818 wzniesiono nowy obiekt szkoły katolickiej w pobliżu kościoła. W drugiej połowie XIX wieku we wsi mieszkały 4 rodziny żydowskie. Szybowice wraz z Prudnikiem tworzyły wspólną, jedną z trzech w powiecie prudnickim, gmin żydowskich. W 1861 odnotowano istnienie 393 prywatnych domów, 160 dużych zabudowań gospodarczych oraz 15 budynków użyteczności publicznych, w tym 7 restauracji i karczm, 5 sklepów, pocztę, masarnię i młyn przy drodze do Mieszkowic. W 1886 przez wieś przeprowadzono linię kolejową łączącą Katowice z Legnicą przez Gliwice, Kędzierzyn-Koźle, Prudnik, Nysę, Świdnicę i Strzegom. We wsi wzniesiono stację kolejową. W 1890 do Szybowic sprowadzono Zgromadzenie Sióstr św. Elżbiety.

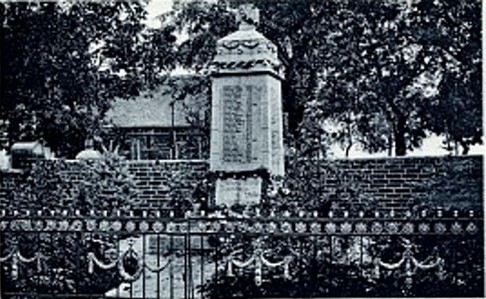
Pomnik poległych w I wojnie światowej

Według spisu ludności z 1 grudnia 1910, na 2229 mieszkańców Szybowic 2216 posługiwało się językiem niemieckim, 9 językiem polskim, a 1 był dwujęzyczny. We wsi było 7 restauracji, 5 sklepów, młyn wiatrowy przy drodze do Mieszkowic, cegielnia przy drodze do Wierzbca, posterunek policji oraz samodzielna poczta. W 1921 w zasięgu plebiscytu na Górnym Śląsku znalazła się tylko część powiatu prudnickiego. Szybowice znalazły się po stronie zachodniej, poza terenem plebiscytowym. W 1922 w Szybowicach powstał pomnik upamiętniający 45 mieszkańców wsi, którzy zginęli podczas I wojny światowej. We wsi utworzono lokalny oddział Prudnickiej Powiatowej Kasy Oszczędności.

### II wojna światowa

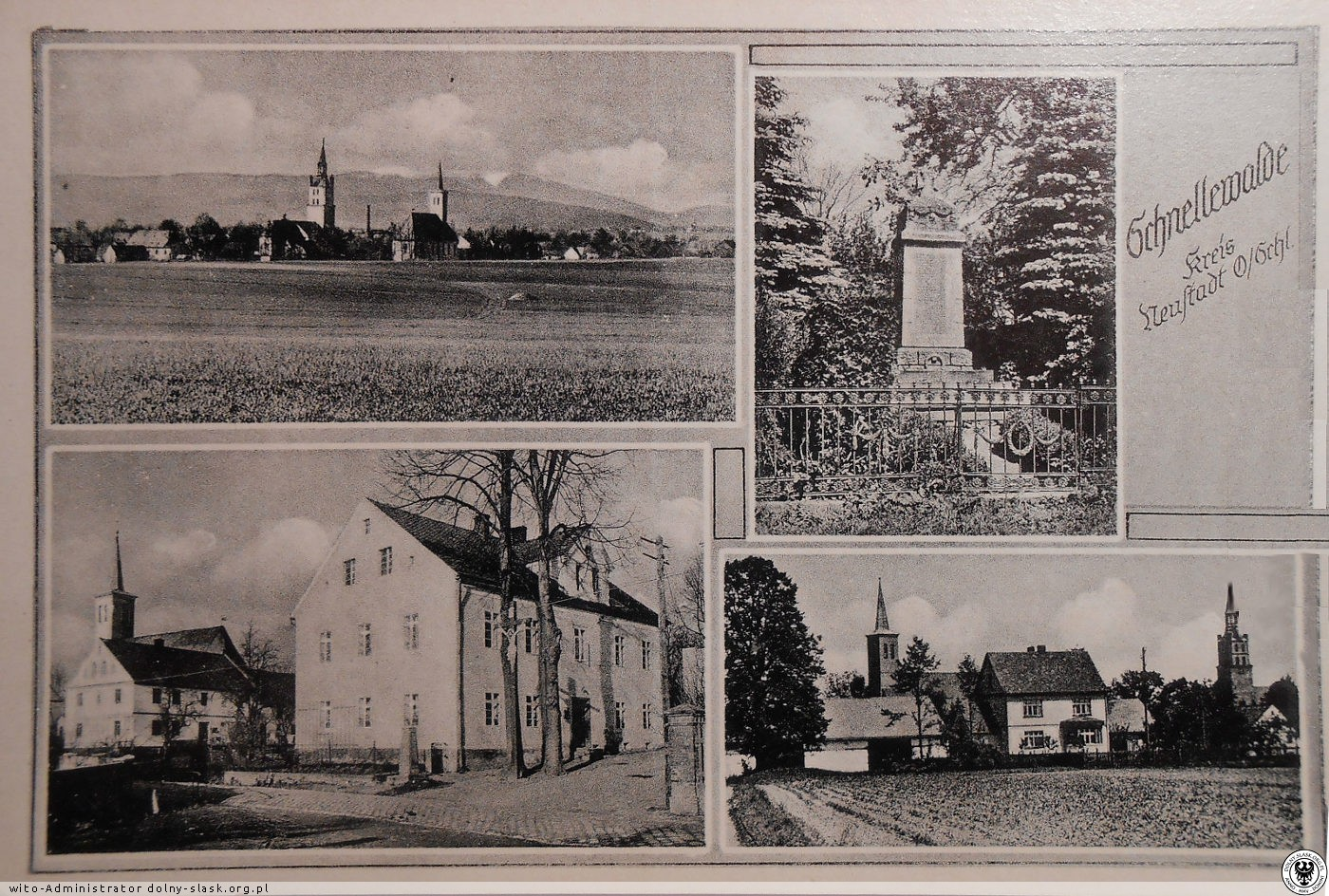
Pocztówka z Szybowic sprzed II wojny światowej

Podczas II wojny światowej w Szybowicach utworzone zostały dwa obozy dla jeńców wojennych. Pierwszy mieścił się w górnej części wsi pod numerem 339, drugi w dolnej części pod numerem 176. W każdym z nich przebywało od 30 do 40 jeńców, głównie Rosjan, Ukraińców i Serbów. Wykorzystywano ich do pracy w największych gospodarstwach rolnych wsi. W lutym 1945 nad Szybowicami doszło do potyczki powietrznej pomiędzy samolotami radzieckimi i niemieckimi. Jeden z radzieckich samolotów został zestrzelony i spadł na pole przy wjeździe do Szybowic od strony Niemysłowic. We wsi wzniesiono drewniane wieże obserwacyjne, na których pełniono straż.
Mieszkańcy Szybowic otrzymali nakaz przygotowania do ewakuacji 13 marca 1945, tuż przed nadejściem frontu. Rozkaz ewakuacji nie został wydany. Pomimo tego, część rodzin opuściła wieś i udała się w głąb Niemiec. Mężczyźni zostali wcieleni do Volkssturmu. Od strony Rudziczki i Mieszkowic oraz Prudnika zbudowano umocnienia i wykopano rowy. Na drodze do Niemysłowic ustawiono zapory z drutu kolczastego i stanowiska karabinów maszynowych.
16 marca 1945 wieś została obsadzona regularnymi oddziałami wojskowymi. Armia Czerwona wkroczyła do Szybowic 17 marca 1945 w ramach operacji górnośląskiej. Późnym wieczorem i przez całą noc o wieś toczyła się walka. Oddziały niemieckie broniły przedpola Gór Opawskich i kontratakowały od strony Charbielina. Na wieżach kościołów w Szybowicach Niemcy umieścili punkty obserwacyjne i stanowisko karabinów maszynowych. W efekcie walk górna część Szybowic została znacznie zniszczona. Żołnierze Armii Czerwonej rabowali majątek mieszkańców Szybowic, a część ograbionych domów została przez nich podpalona. Dopuszczali się również gwałtów mieszkankach. We wsi wybuchła epidemia tyfusu. W wyniku ostrzału artyleryjskiego w Szybowicach zginęło 70 niemieckich żołnierzy, którzy następnie zostali pochowani na łące przez nowych mieszkańców wsi. W kwietniu 2016 przeprowadzono ekshumację masowego grobu. Znaleziono wówczas wymieszane szczątki 70 żołnierzy niemieckich, włożone do drewnianych skrzyń, a obok trzy pochówki żołnierzy radzieckich.

### Czasy polskie
Od marca do maja 1945 powiat prudnicki znajdował się pod kontrolą radzieckiej komendantury wojskowej. 11 maja 1945 polska administracja przejęła władzę cywilną w powiecie prudnickim. W maju 1945 do wsi wrócili Niemcy, którzy uciekli z niej przed nadejściem frontu. 25 czerwca 1945 w Szybowicach została osiedlona część polskich repatriantów z Kresów Wschodnich – z Podhajczyk, Słobódki, Janowa, Dołhego, Kobyłowłok, Wybranówki, Załawii, Mogielnicy, Semenowa, Budzanowa, Trembowli, Podgórzan, Iwanówki, Józefówka, Zazdrości, Krowinki. Pierwszym polskim sołtysem wsi został Antoni Kosztelik. Na polecenie władz starostwa prudnickiego 15 listopada 1945 wieś opuścili niemieccy duchowni: pastor Erhard Gäbel i ksiądz Adolf Schwarz. Niemieckojęzyczna ludność została wysiedlona na zachód 1 lipca 1946. Pomimo nakazu wysiedlenia, w Szybowicach pozostała niemiecka rodzina Schwarzerów.

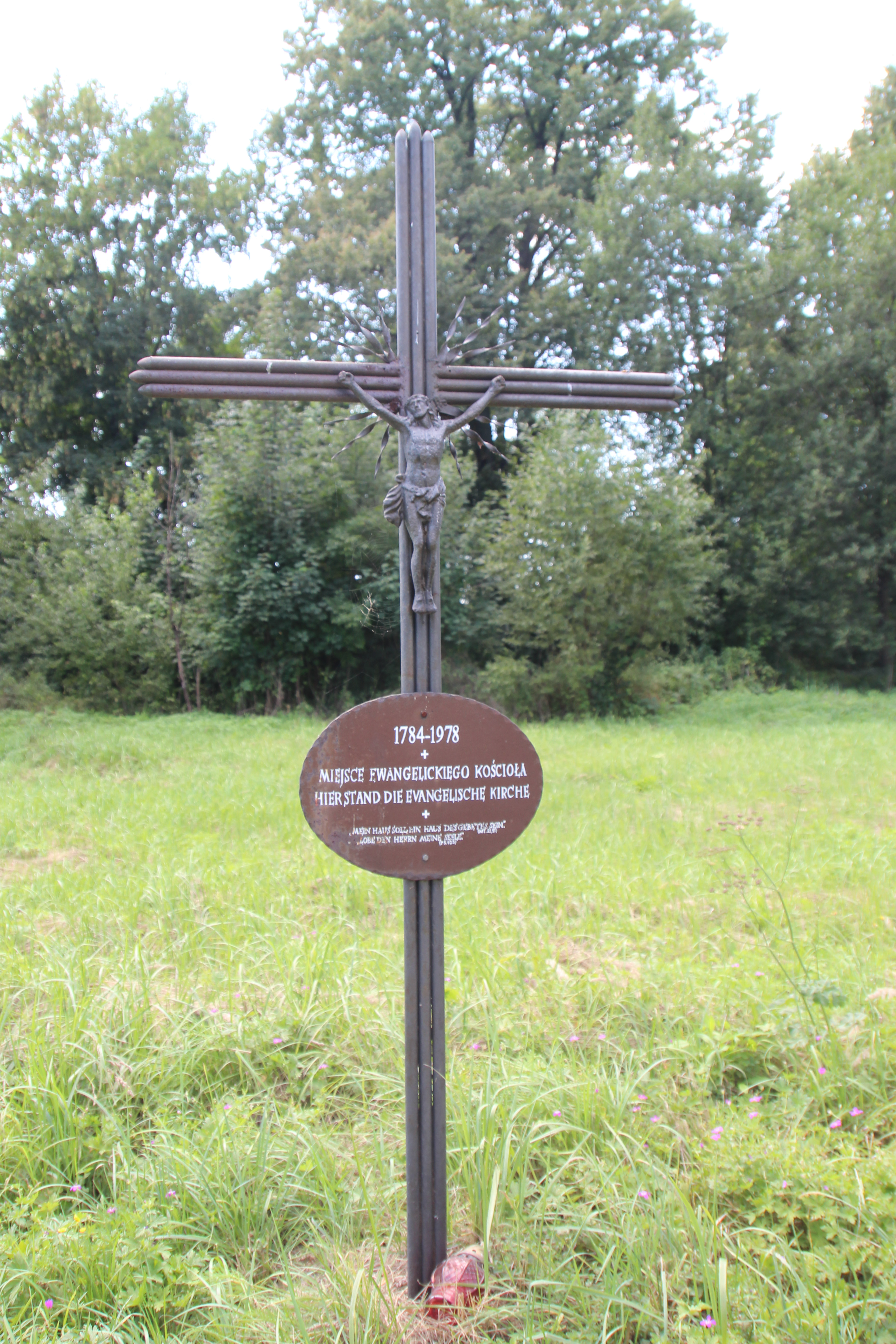
Miejsce dawnego ewangelickiego kościoła

W latach 1945–1950 Szybowice należały do województwa śląskiego, a od 1950 do województwa opolskiego. W latach 1945–1954 wieś należała do gminy Moszczanka, a w latach 1954–1972 była siedzibą gromady Szybowice. Podlegała urzędowi pocztowemu w Prudniku.

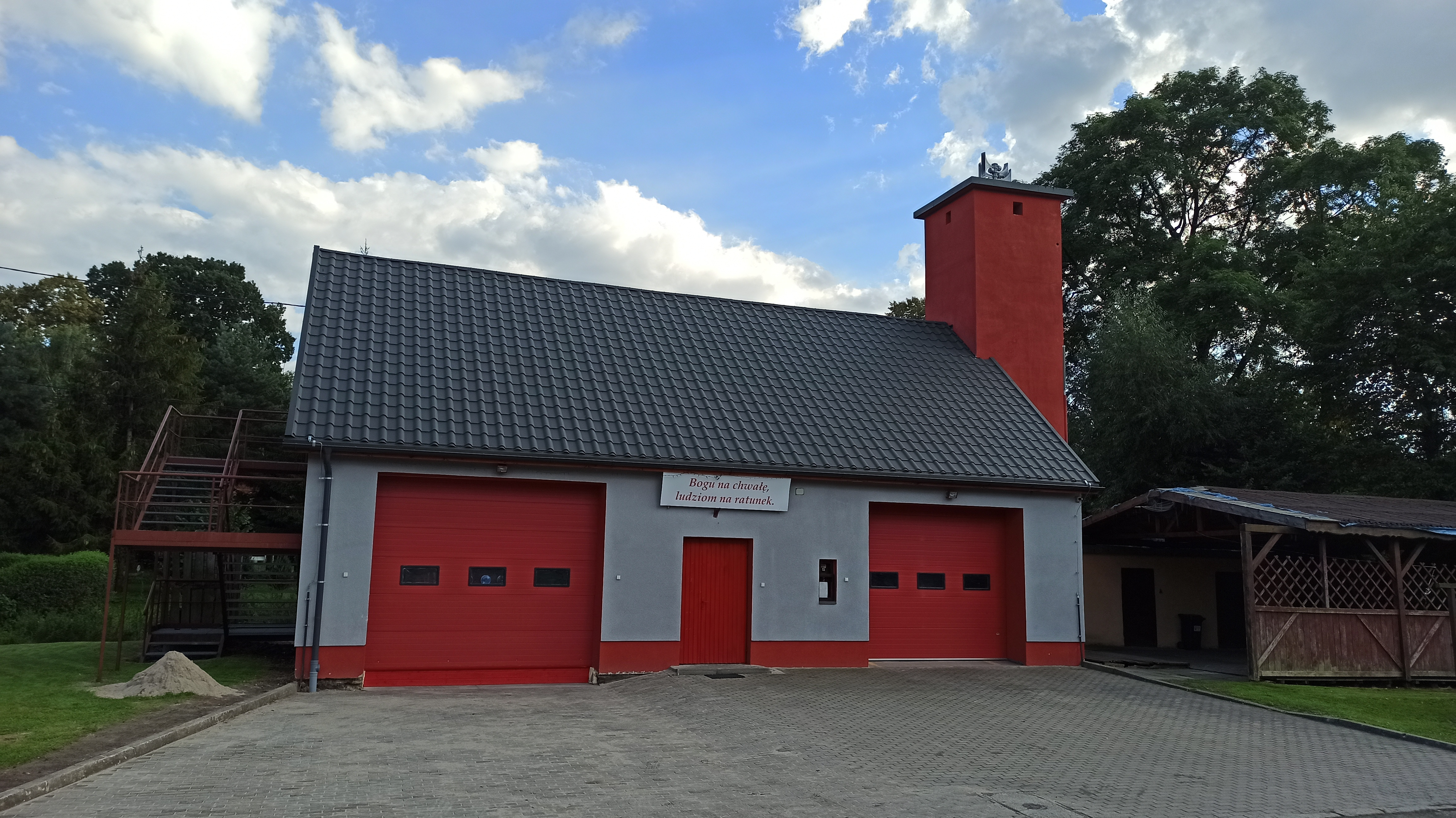
Remiza OSP wzniesiona w latach 1960–1961

Po wojnie w ruinę popadły cegielnia, młyn wodny, wiatrak, dom restauracyjny z biblioteką, dawna szkoła katolicka, plebania ewangelicka, a także kościół ewangelicki, który został wysadzony w powietrze. W lipcu 1945 utworzono polską szkołę. We wsi funkcjonował punkt sanitarny Polskiego Czerwonego Krzyża. W latach 1949–1952 w Szybowicach działała antykomunistyczna Krajowa Armia Podziemna, której celem były przygotowania do kolejnej wojny. W październiku 1948 założono Ochotniczą Straż Pożarną. 28 kwietnia 1953 założono Rolniczą Spółdzielnię Produkcyjną „Dobrobyt”, rozwiązaną w 1956. W Szybowicach zaczął kształtować się amatorski ruch teatralny. W latach 1960–1961 wzniesiono nową remizę OSP. W 1962 przy Domu Ludowym z inicjatywy Wydziału Kultury Powiatowej Rady Narodowej została utworzona Biblioteka Gromadzka. W 1989 oddano do użytku Wiejski Dom Kultury, w 1994 rozbudowany o salę taneczną, zaplecze kuchenne i sanitariaty, przebudowany w 2010. Wieś ucierpiała podczas powodzi w sierpniu 1977 oraz w lipcu 1997. W 1999 Szybowice przystąpiły do Programu Odnowy Wsi Opolskiej.

### Przynależność państwowa i administracyjna
| Okres     |                                                                                | Państwo                           | Zwierzchnictwo                    | Jednostka administracyjna                                                |
| --------- | ------------------------------------------------------------------------------ | --------------------------------- | --------------------------------- | ------------------------------------------------------------------------ |
| 1305–1313 |                                                                                | Księstwo opolskie                 | Księstwo opolskie                 |                                                                          |
| 1313–1382 |                                                                                | Księstwo niemodlińskie            | Księstwo niemodlińskie            |                                                                          |
| 1382–1424 |                                                                                | Księstwo niemodlińsko-strzeleckie | Księstwo niemodlińsko-strzeleckie |                                                                          |
| 1424–1460 |                                                                                | Księstwo głogówecko-prudnickie    | Księstwo głogówecko-prudnickie    |                                                                          |
| 1460–1521 |                                                                                | Księstwo opolskie                 | Księstwo opolskie                 |                                                                          |
| 1521–1532 |                                                                                | Księstwo opolsko-raciborskie      | Księstwo opolsko-raciborskie      | księstwo opolskie                                                        |
| 1532–1742 | Monarchia Habsburgów                                                           | Monarchia Habsburgów              | Święte Cesarstwo Rzymskie         | księstwo opolsko-raciborskie, powiat sądowy prudnicki                    |
| 1742–1806 |                                                                                | Królestwo Prus                    | Święte Cesarstwo Rzymskie         | kamera wrocławska, departament wrocławski, powiat prudnicki              |
| 1806–1815 |                                                                                | Królestwo Prus                    | Królestwo Prus                    | kamera wrocławska, departament wrocławski, powiat prudnicki              |
| 1815–1871 | prowincja Śląsk, rejencja opolska, powiat prudnicki                            | Królestwo Prus                    | Królestwo Prus                    |                                                                          |
| 1871–1918 | Cesarstwo Niemieckie                                                           | Cesarstwo Niemieckie              | Cesarstwo Niemieckie              | Królestwo Prus, prowincja Śląsk, rejencja opolska, powiat prudnicki      |
| 1918–1919 |                                                                                | Republika Weimarska               | Republika Weimarska               | Wolne Państwo Prusy, prowincja Śląsk, rejencja opolska, powiat prudnicki |
| 1919–1933 | Wolne Państwo Prusy, prowincja Górny Śląsk, rejencja opolska, powiat prudnicki | Republika Weimarska               | Republika Weimarska               |                                                                          |
| 1933–1938 | Wolne Państwo Prusy, prowincja Górny Śląsk, rejencja opolska, powiat prudnicki | III Rzesza                        | III Rzesza                        | III Rzesza                                                               |
| 1938–1941 | Wolne Państwo Prusy, prowincja Śląsk, rejencja opolska, powiat prudnicki       | III Rzesza                        | III Rzesza                        | III Rzesza                                                               |
| 1941–1945 | Wolne Państwo Prusy, prowincja Górny Śląsk, rejencja opolska, powiat prudnicki | III Rzesza                        | III Rzesza                        | III Rzesza                                                               |
| 1945–1946 | Polska                                                                         | Rzeczpospolita Polska             | Rzeczpospolita Polska             | Okręg I (Śląsk Opolski)                                                  |
| 1946–1950 | Polska                                                                         | Rzeczpospolita Polska             | Rzeczpospolita Polska             | województwo śląskie, powiat prudnicki, gmina Moszczanka                  |
| 1950–1952 | Polska                                                                         | Rzeczpospolita Polska             | Rzeczpospolita Polska             | województwo opolskie, powiat prudnicki, gmina Moszczanka                 |
| 1952–1954 | Polska                                                                         | Polska Rzeczpospolita Ludowa      | Polska Rzeczpospolita Ludowa      | województwo opolskie, powiat prudnicki, gmina Moszczanka                 |
| 1954–1973 | Polska                                                                         | Polska Rzeczpospolita Ludowa      | Polska Rzeczpospolita Ludowa      | województwo opolskie, powiat prudnicki, gromada Szybowice                |
| 1973–1975 | Polska                                                                         | Polska Rzeczpospolita Ludowa      | Polska Rzeczpospolita Ludowa      | województwo opolskie, powiat prudnicki, gmina Prudnik                    |
| 1975–1989 | Polska                                                                         | Polska Rzeczpospolita Ludowa      | Polska Rzeczpospolita Ludowa      | województwo opolskie, gmina Prudnik                                      |
| 1989–1998 | Polska                                                                         | Rzeczpospolita Polska             | Rzeczpospolita Polska             | województwo opolskie, gmina Prudnik                                      |
| od 1999   | Polska                                                                         | Rzeczpospolita Polska             | Rzeczpospolita Polska             | województwo opolskie, powiat prudnicki, gmina Prudnik                    |

## Mieszkańcy

Pieczęć Szybowic

Miejscowość zamieszkiwana jest przez ludność napływową, przybyłą na Śląsk z Kresów Wschodnich po 1945 w wyniku przymusowych przesiedleń ludności polskiej.
Według Narodowego Spisu Powszechnego w 2011 Szybowice liczyły 1041 mieszkańców, co czyni je trzecią największą wsią gminy Prudnik.

### Liczba mieszkańców wsi
- 1784 – 1283[42]
- 1862 – 2000[43]
- 1871 – 2449[44]
- 1885 – 2316[45]
- 1905 – 2002[46]
- 1910 – 1989[47]
- 1933 – 1848[48]
- 1939 – 2064[48]
- 1940 – 2070[49]
- 1966 – 1325[50]
- 1998 – 1132[51]
- 2002 – 1067[51]
- 2009 – 1046[51]
- 2011 – 1041[51]
- 2013 – 1031[52]

## Zabytki

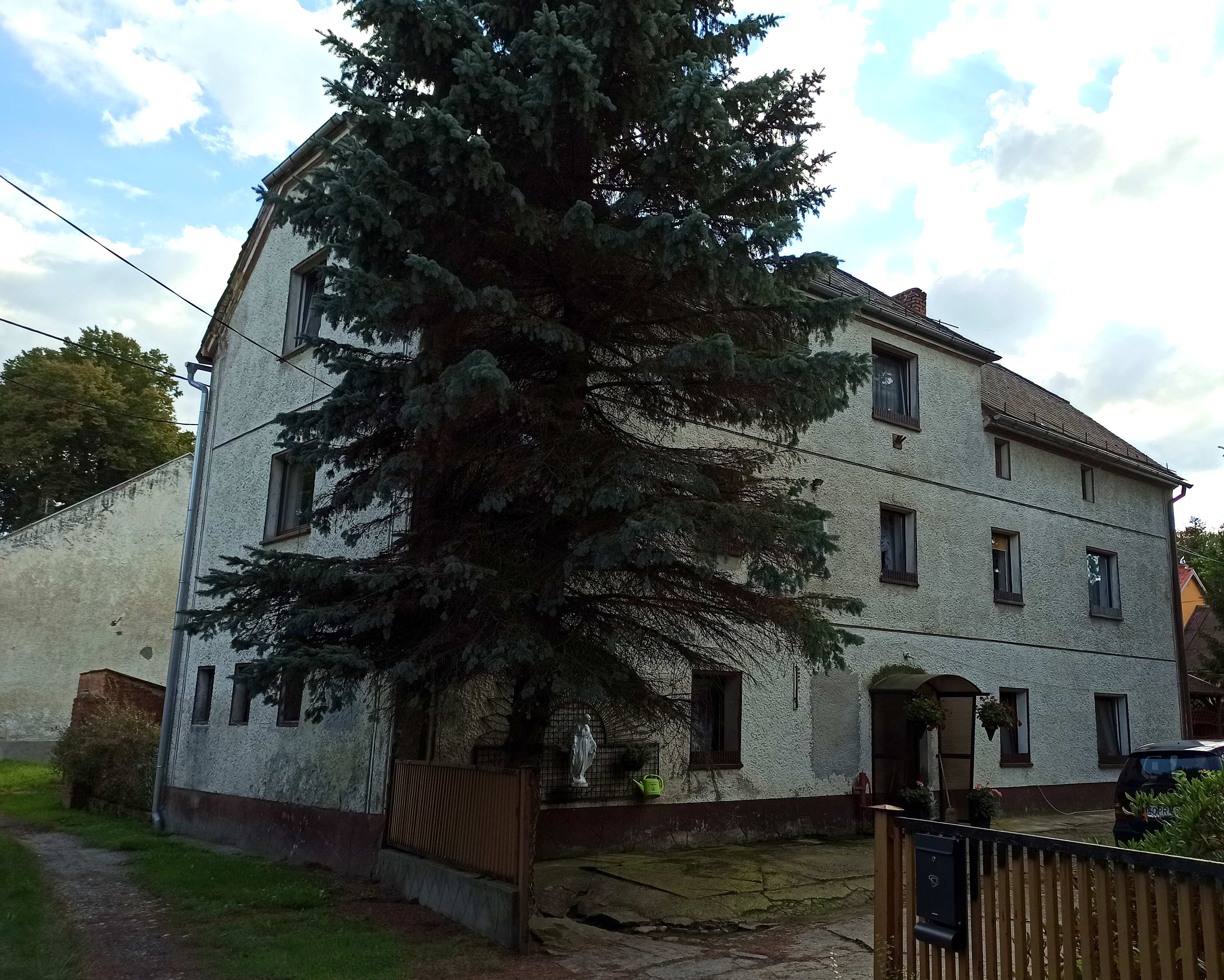
Dom zakonny elżbietanek

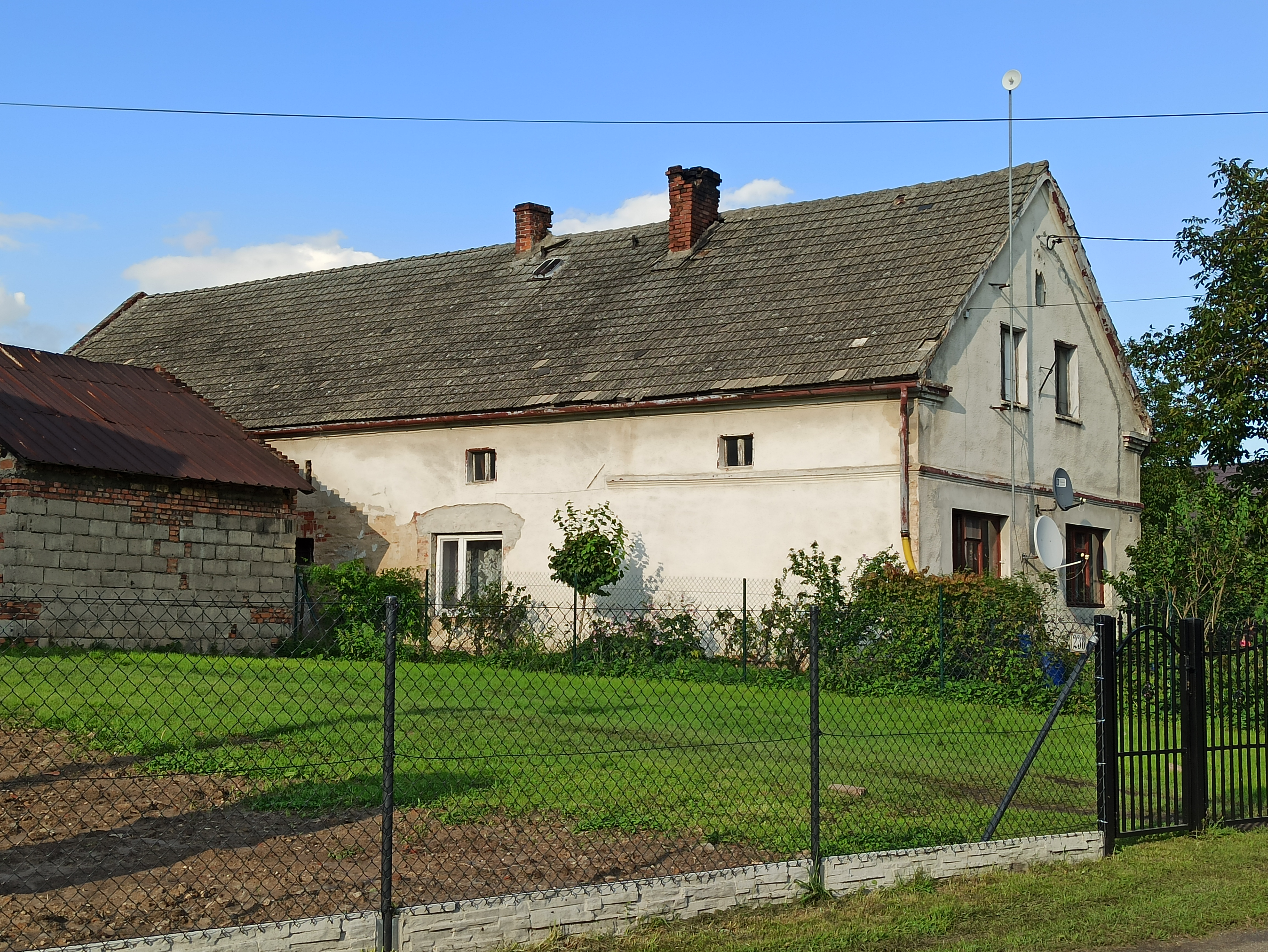
Zagroda nr 237

Do wojewódzkiego rejestru zabytków wpisane są:
- kościół parafialny pw. św. Michała Archanioła, z XVI w., 1651 r.; wzmiankowany w 1335 r.
- dom zakonny elżbietanek, nr 83, z 1890 r.

plebania ewangelicka (nie istnieje).
Inny:
- zagroda nr 237 z XIX w.[54]

Zgodnie z gminną ewidencją zabytków w Szybowicach chronione są ponadto:
- cmentarz
- kaplica przy zagrodzie, nr 213
- dom, d. plebania, nr 313
- dom nr 208
- dom nr 234

zabytki nieistniejące:
- plebania ewangelicka, wybudowana w 1824 r. z XIX wieku – pełniła również funkcję szkoły podstawowej, została zburzona w roku 1999 z powodu złego stanu technicznego
- kościół ewangelicki znajdował się obok kościoła katolickiego. Wybudowany w 1804 r. Był on zdecydowanie większy od kościoła katolickiego, bardziej przestronny. Jednak po II wojnie światowej nikt nie podjął się remontu kościoła i usunięcia zniszczeń wojennych. Kościół, choć piękniejszy od katolickiego i podobno mniej zniszczony, popadł w ruinę i ostatecznie został wysadzony w 1979 r. Obok kościoła znajduje się zniszczony, protestancki cmentarz.

## Pomniki i obiekty upamiętniające

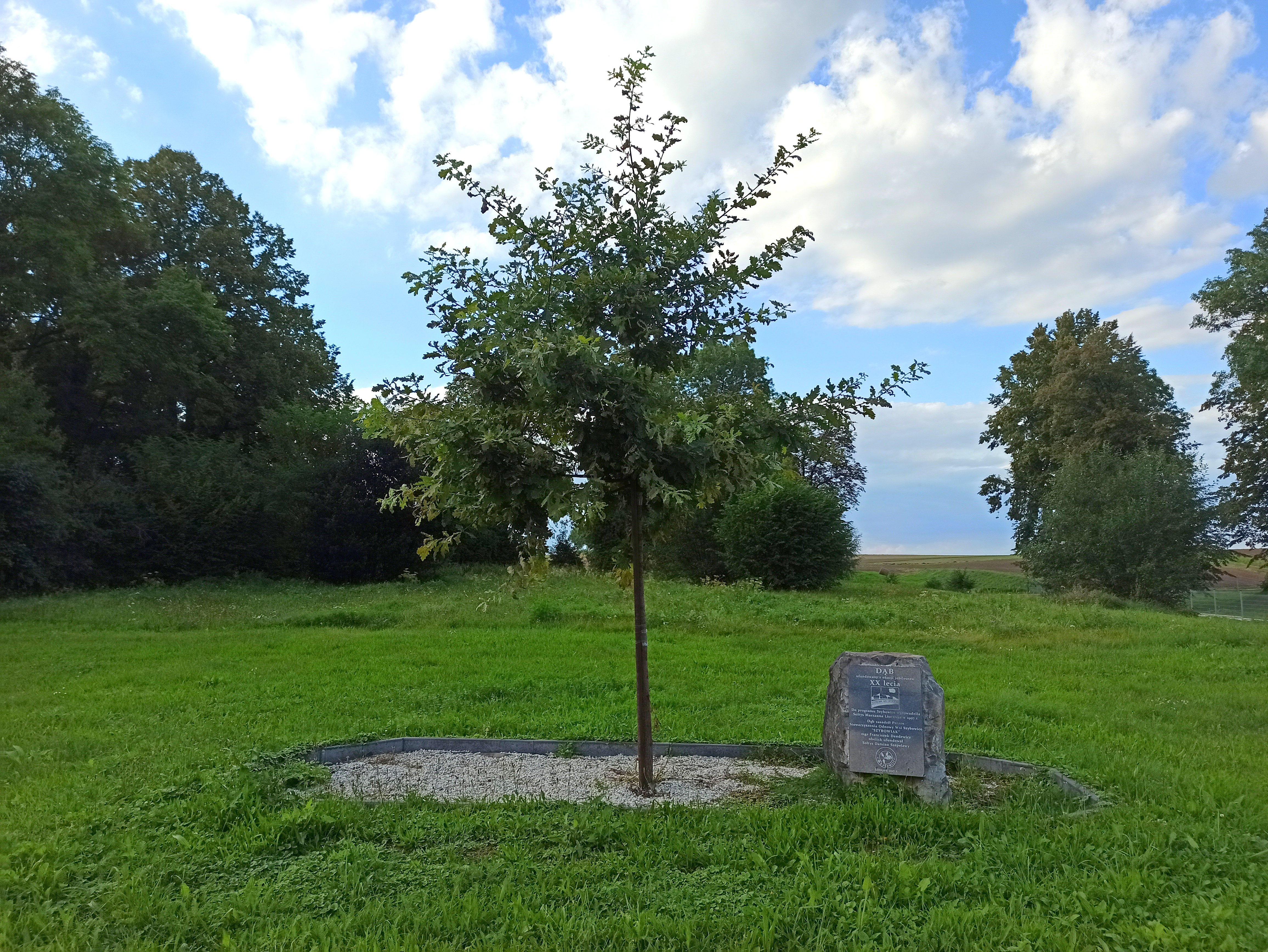
Dąb i głaz XX-lecia

- Krzyż w miejscu dawnego ewangelickiego kościoła
- Dąb i głaz XX-lecia – dąb w Szybowicach posadzony w listopadzie 2017, ufundowany przez sołtysa Damiana Szepelawego z okazji jubileuszu XX-lecia Programu Odnowy Wsi Opolskiej. Przy dębie ustawiono pamiątkowy głaz[potrzebny przypis].

Obiekty nieistniejące
- Pomnik poległych w I wojnie światowej – pomnik w Szybowicach powstały w 1922 jako upamiętnienie mieszkańców wsi, którzy polegli w I wojnie światowej[18].

## Gospodarka
W Szybowicach siedzibę ma firma Kowalstwo Artystyczne Surmiński Wojciech, zrzeszona w Cechu Rzemieślników i Przedsiębiorców w Prudniku.
W czerwcu 2025 na obszarze 900 ha między wsiami Szybowice, Rudziczka i Mieszkowice powstała Farma Wiatrowa Szybowice. Inwestorem była spółka Energa Green Development, należąca do grupy kapitałowej Orlen.

## Transport

### Transport drogowy

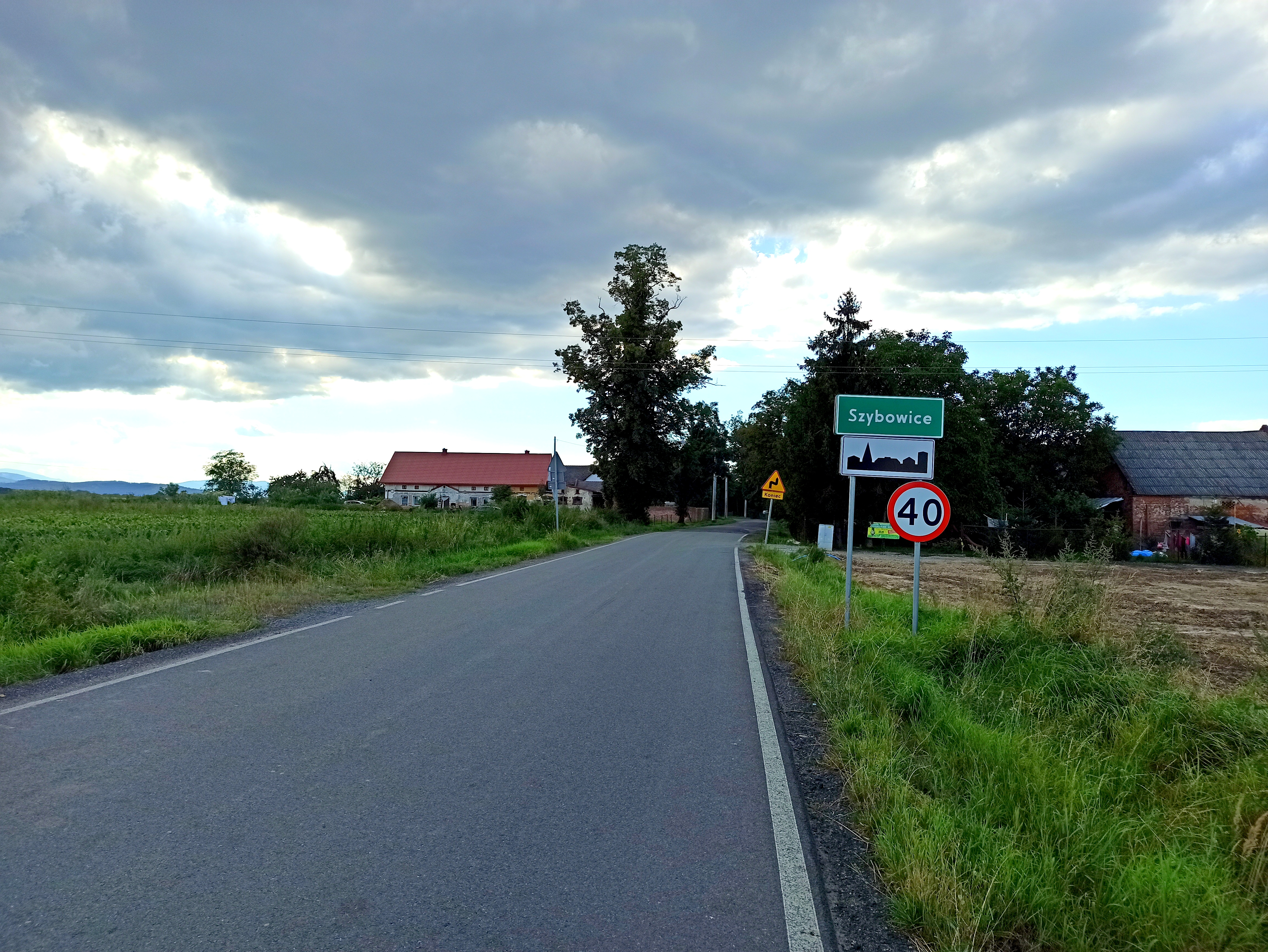
Droga powiatowa nr 1612O

Do Szybowic prowadzą drogi z Wierzbca, Niemysłowic, Mieszkowic i Nowego Lasu. W zarządzie Wydziału Drogownictwa Starostwa Powiatowego w Prudniku znajdują się drogi powiatowe: nr 1611O relacji Wierzbiec – Szybowice – Mieszkowice – Rudziczka oraz nr 1612O relacji Niemysłowice – Włóczno – Szybowice.

### Transport kolejowy

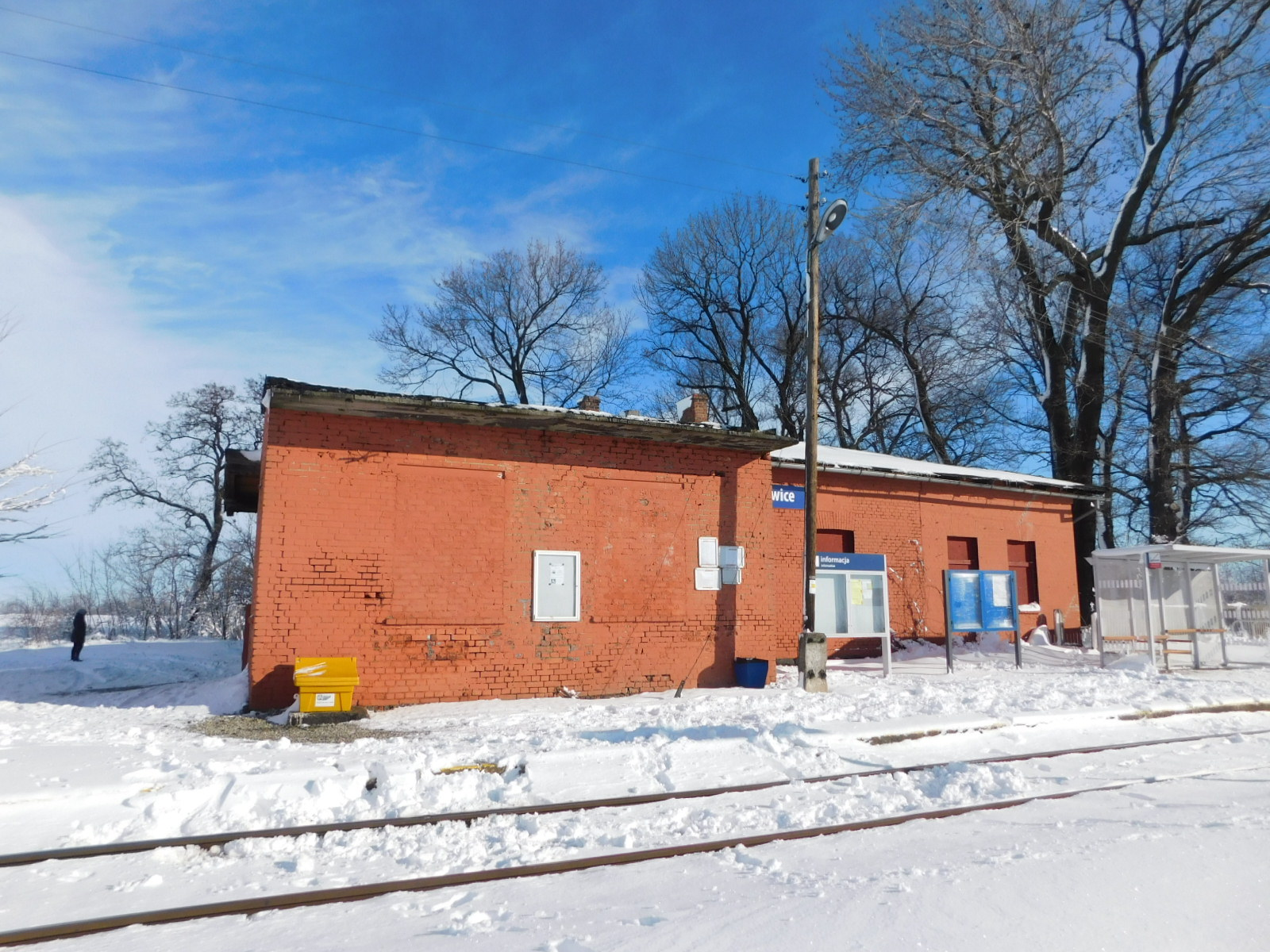
Przystanek kolejowy w Szybowicach

W miejscowości znajduje się przystanek kolejowy. Z Szybowic odjeżdżają pociągi Polregio, do Brzegu, Kędzierzyna-Koźla, Kłodzka, Nysy.
Linia kolejowa nr 137 relacji Katowice – Legnica, zwana magistralą podsudecką, została doprowadzona do Szybowic w 1876. Połączyła ona uprzemysłowione miasta Przedgórza Sudeckiego z kopalniami Górnego Śląska. Została zaliczona do linii pierwszorzędnych o najważniejszym znaczeniu państwowym.

### Transport autobusowy

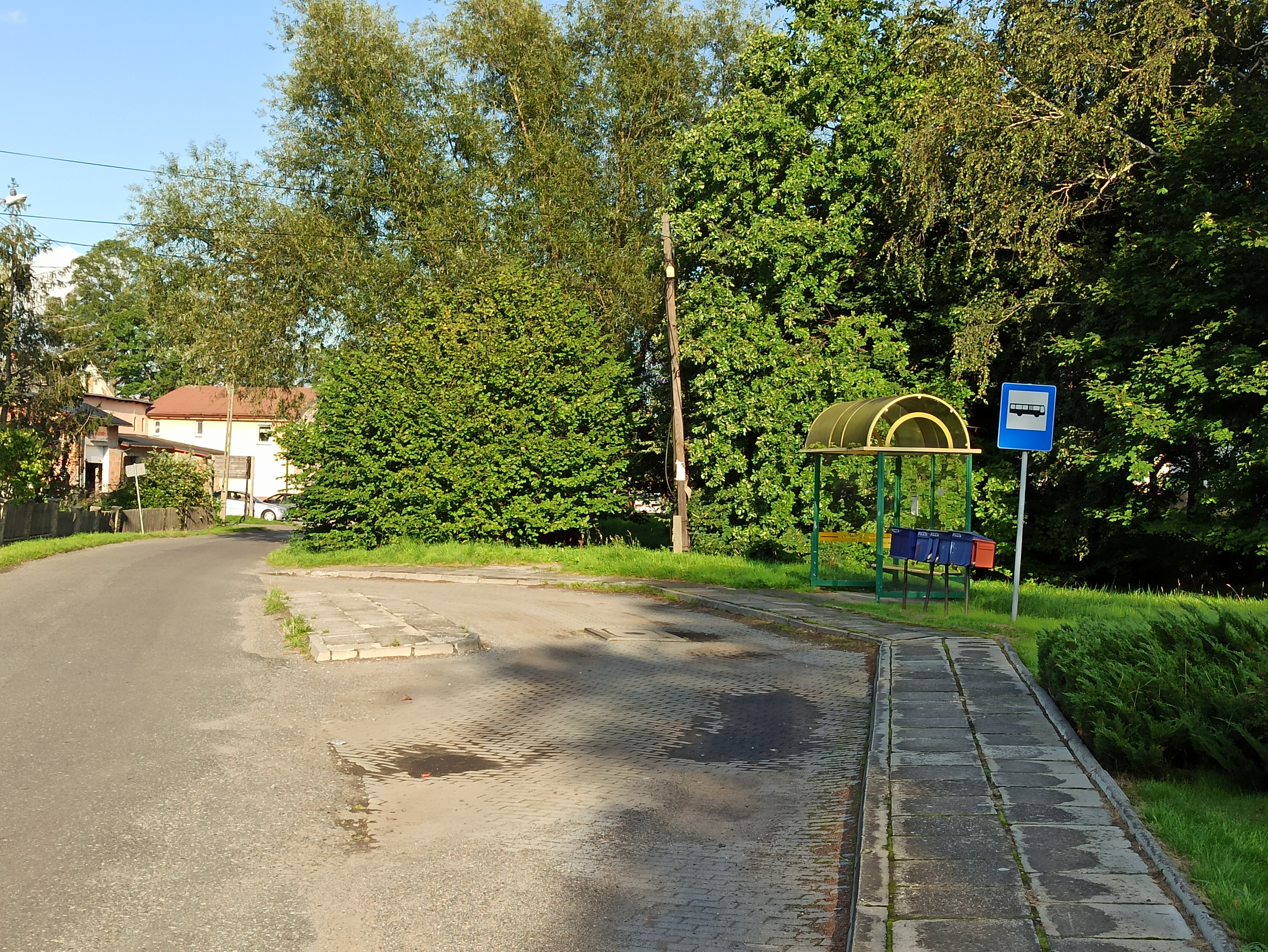
Przystanek autobusowy

Szybowice posiadają połączenia autobusowe z Piorunkowicami, Prudnikiem. We wsi znajduje się pięć przystanków autobusowych – „Kościół”, „Pętla”, „Szkoła”, „Włóczno I”, „Włóczno II”.
Transport autobusowy w Szybowicach obsługiwany był przez PKS Prudnik. W 2004 prudnicki PKS został sprywatyzowany z udziałem Connex Polska. W 2008, w wyniku połączenia spółek PKS Connex Prudnik i PKS Connex Kędzierzyn-Koźle, utworzona została spółka Veolia Transport Opolszczyzna, w 2013 przejęta przez Arriva Bus Transport Polska. W 2019 Arriva wycofała się z Prudnika. Wówczas organizacją przewozów pasażerskich w Szybowicach i okolicy zajęły się ościenne PKS-y. W grudniu 2021 powołano Powiatowo-Gminny Związek Transportu „Pogranicze”, mający na celu poprawę jakości transportu.

## Kultura
We wsi znajduje się Wiejski Dom Kultury i filia Miejskiej i Gminnej Biblioteki Publicznej w Prudniku.

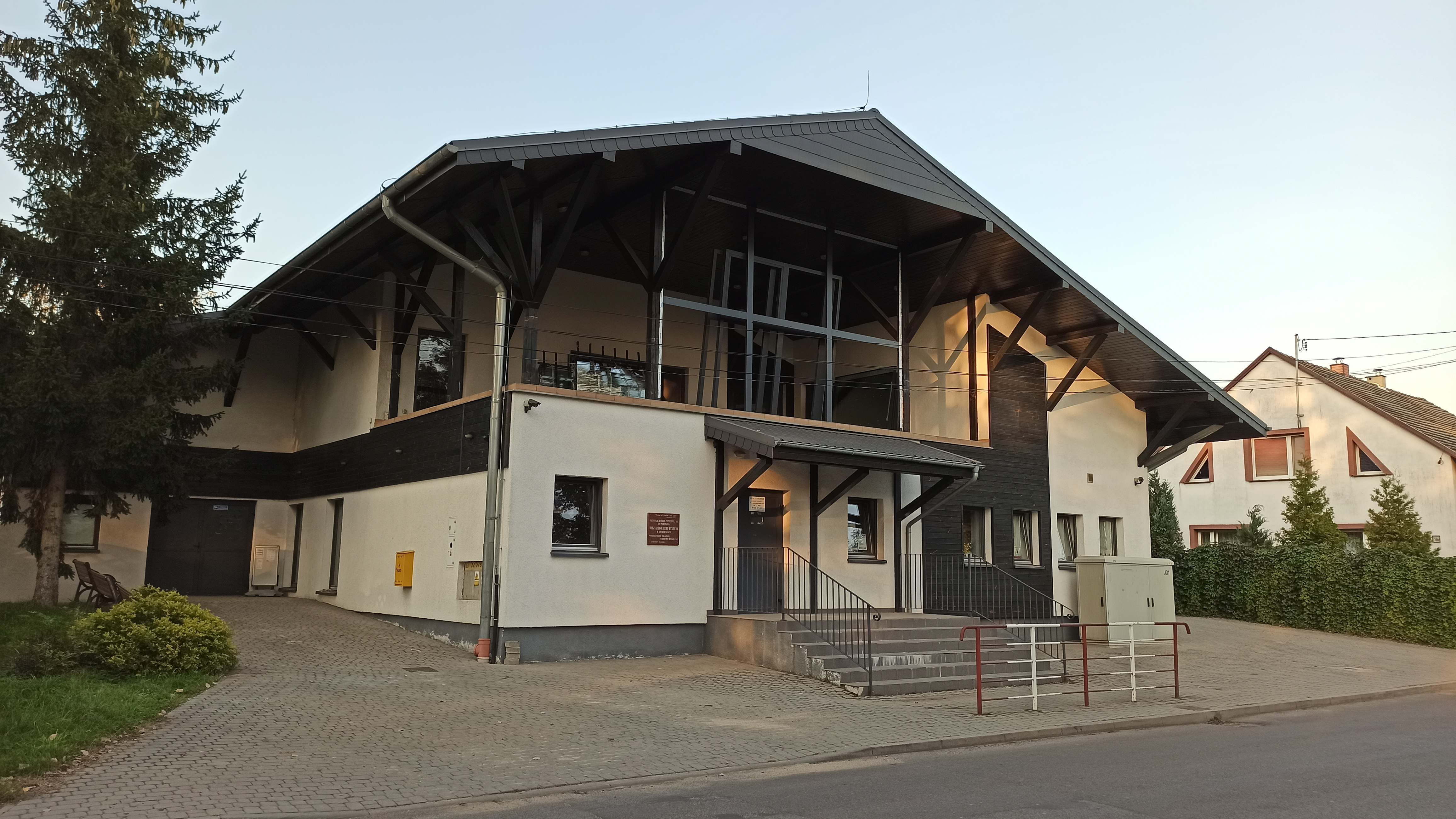
Wiejski Dom Kultury
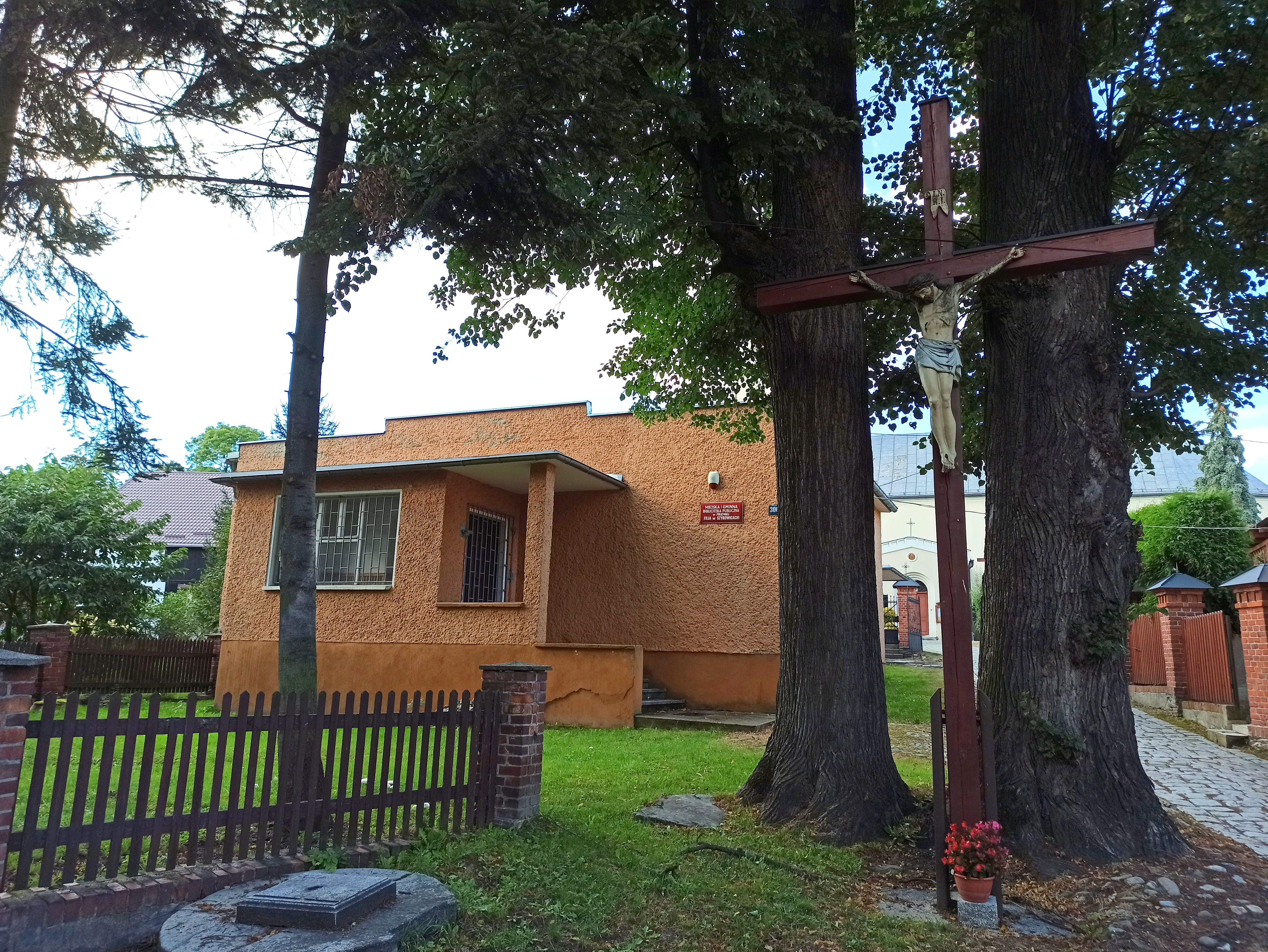
Filia Miejskiej i Gminnej Biblioteki Publicznej w Prudniku

## Religia

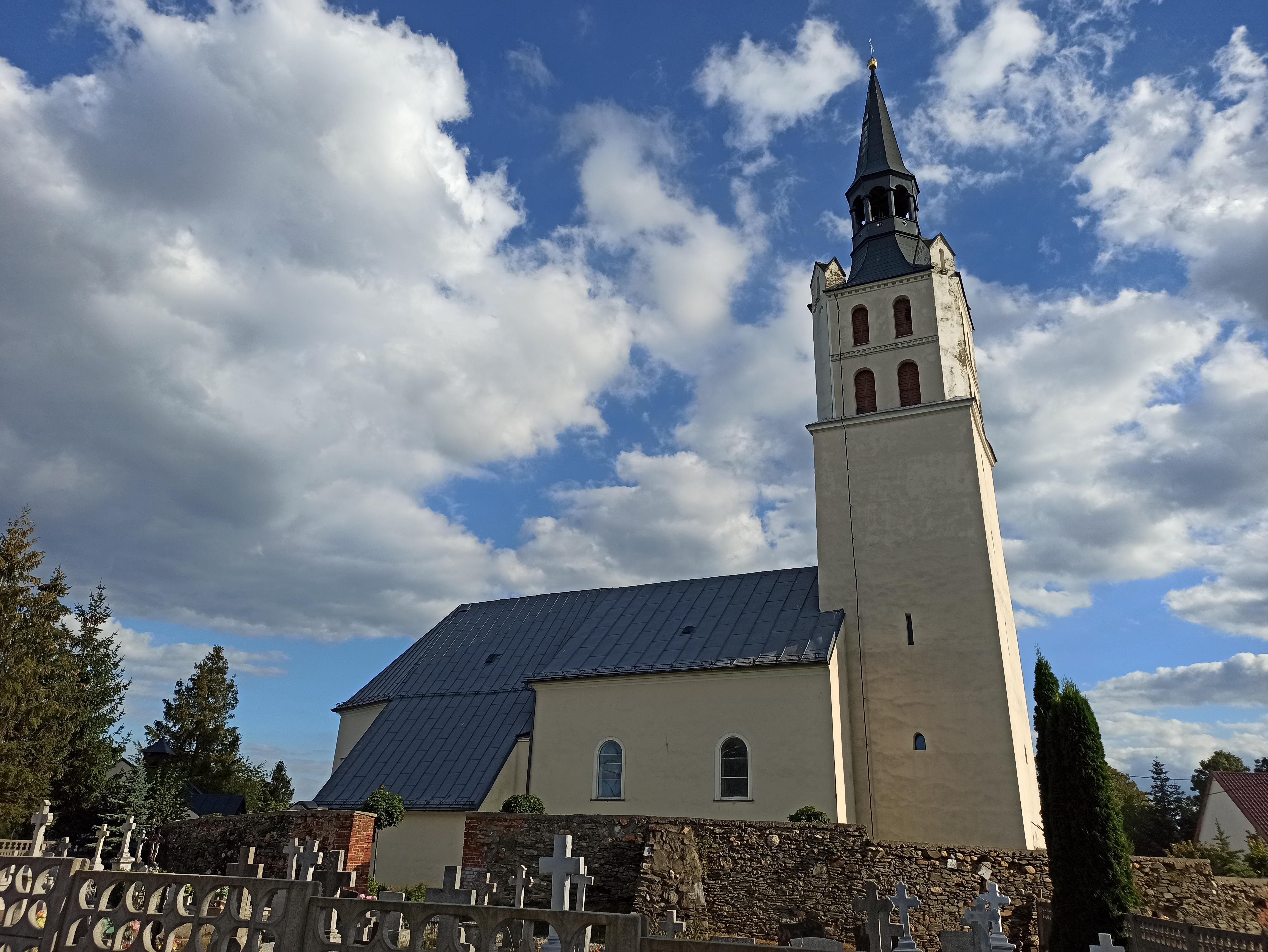
Kościół św. Michała Archanioła

W Szybowicach znajduje się katolicki kościół św. Michała Archanioła, który jest siedzibą parafii św. Michała Archanioła (dekanat Prudnik).

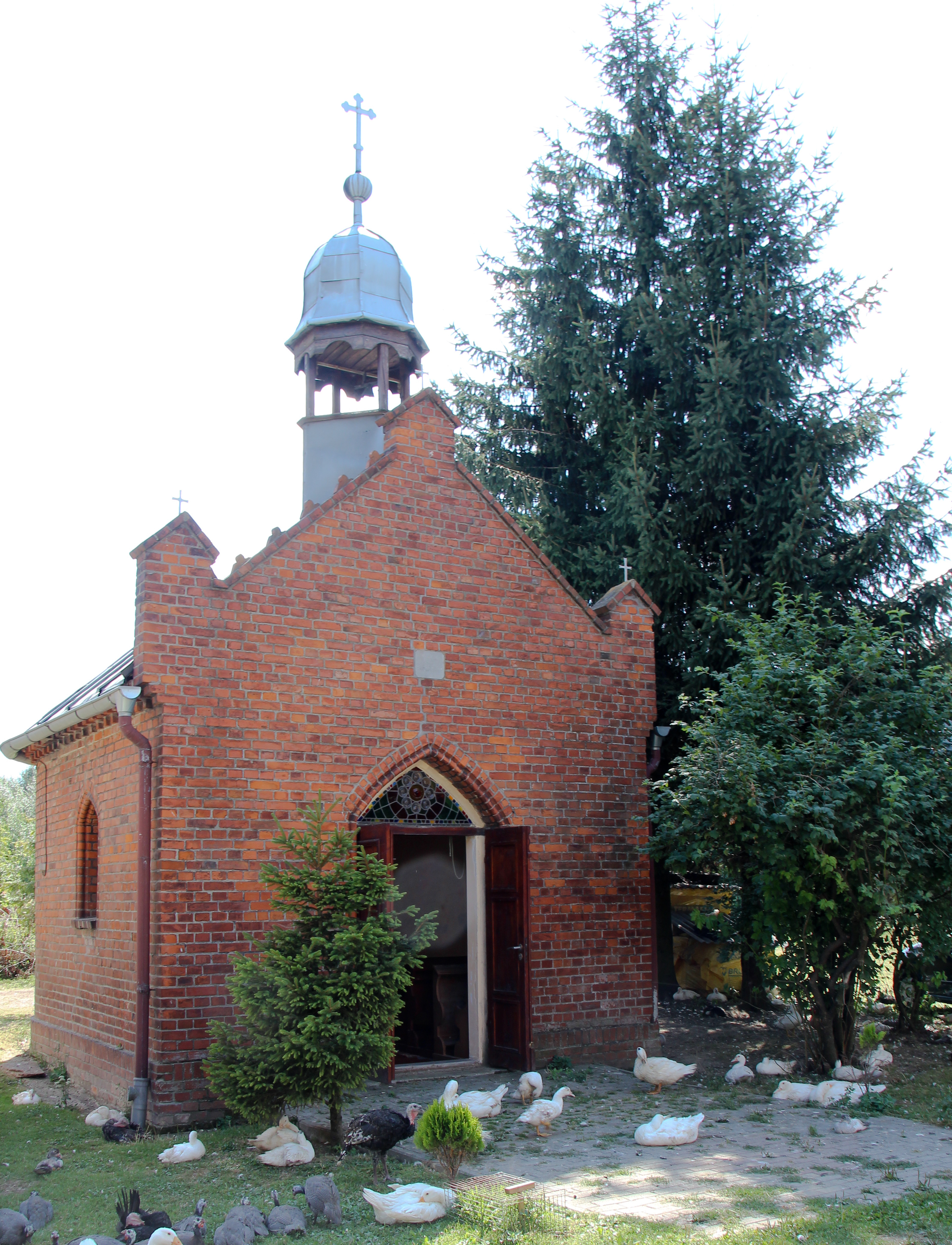
Kaplica we Włócznie
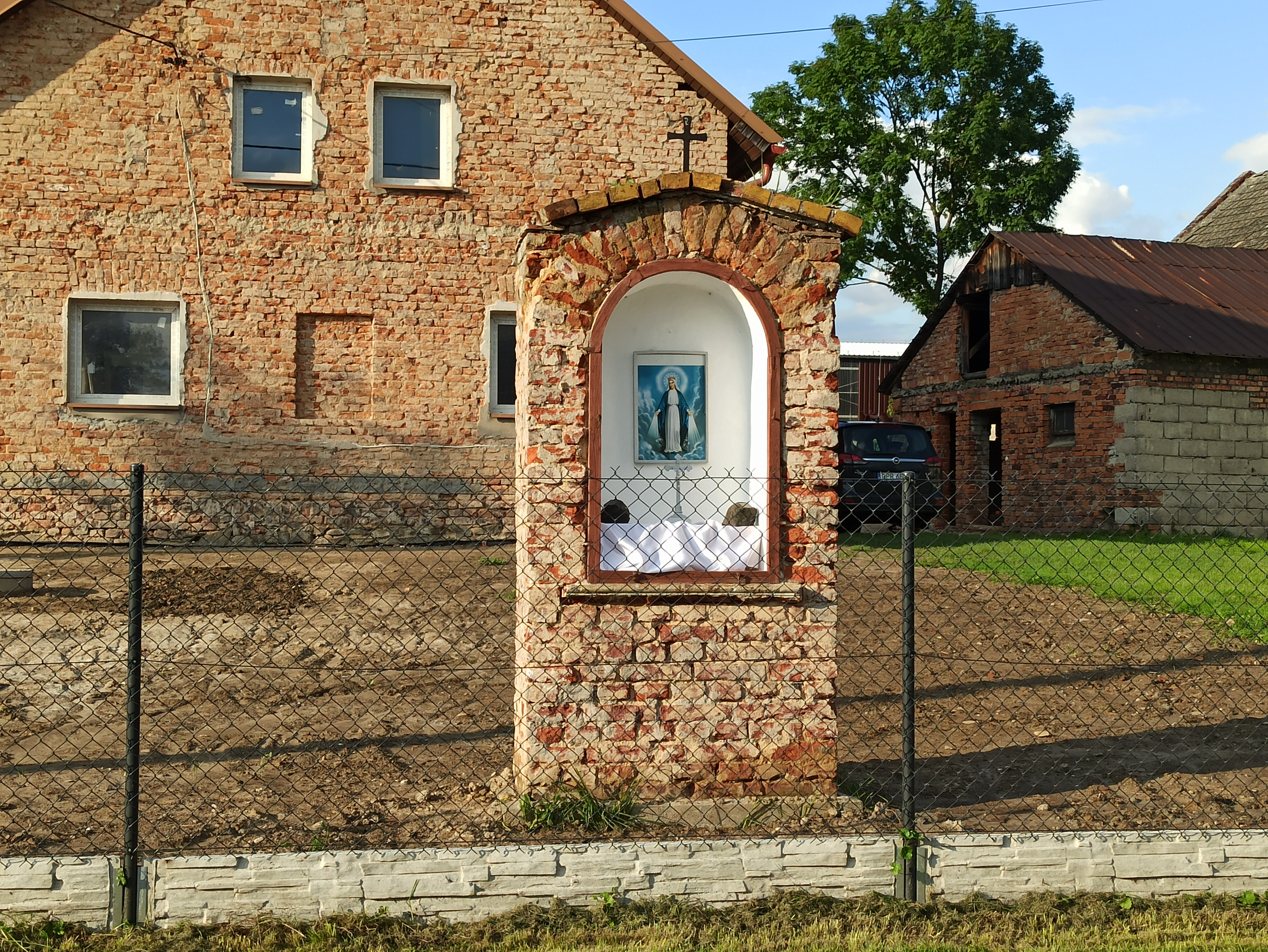
Kapliczka
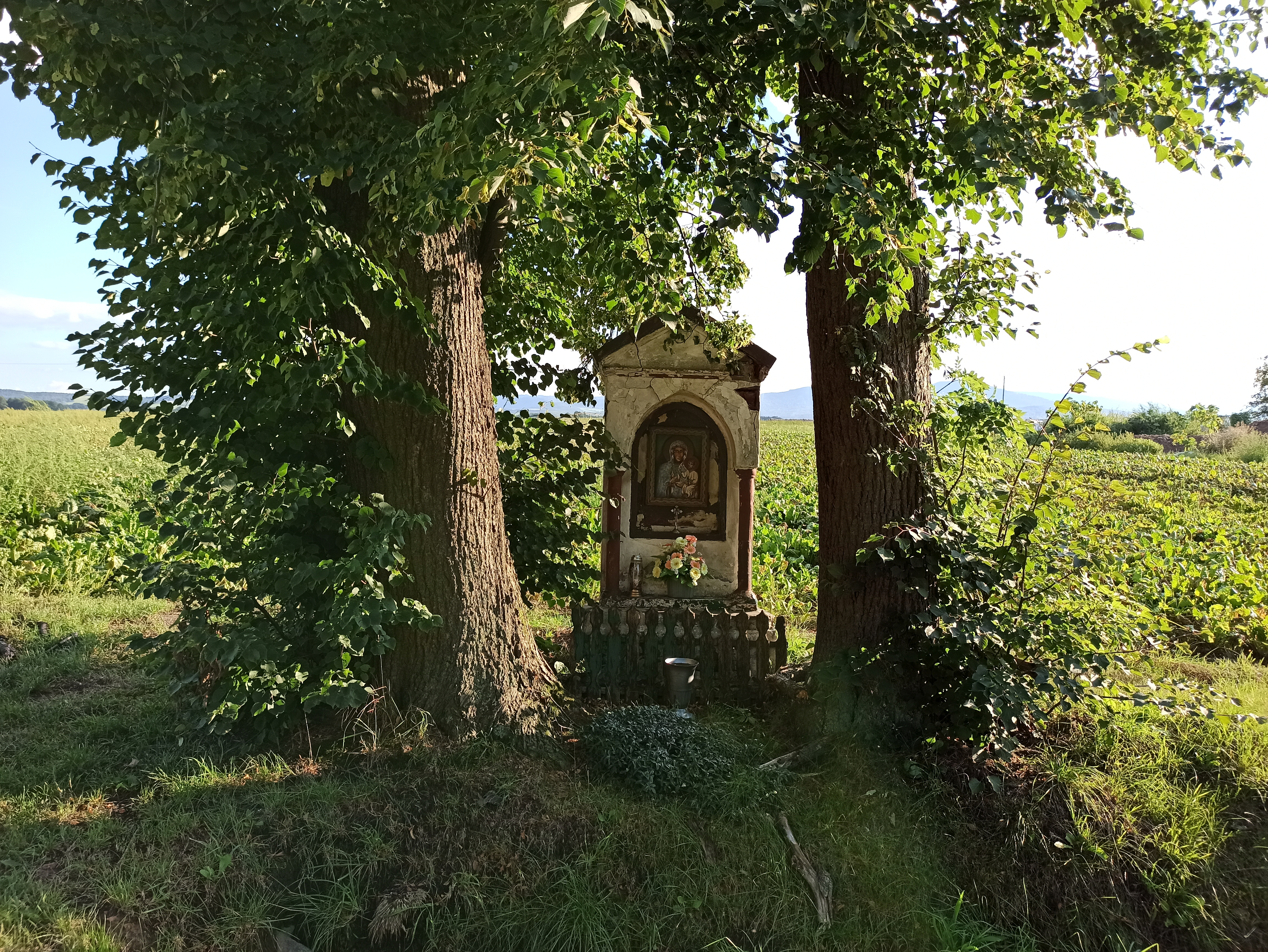
Kapliczka
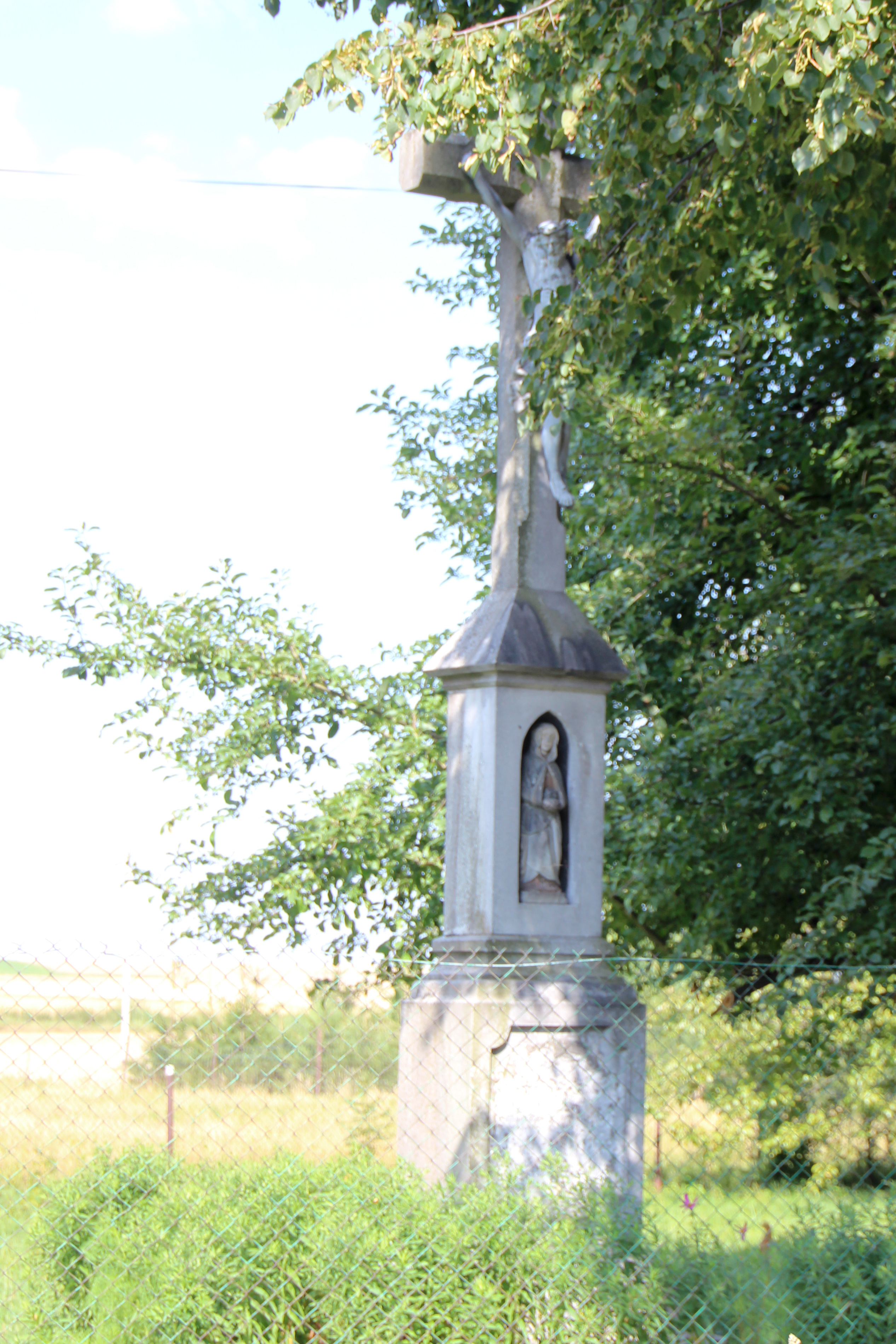
Krzyż przydrożny
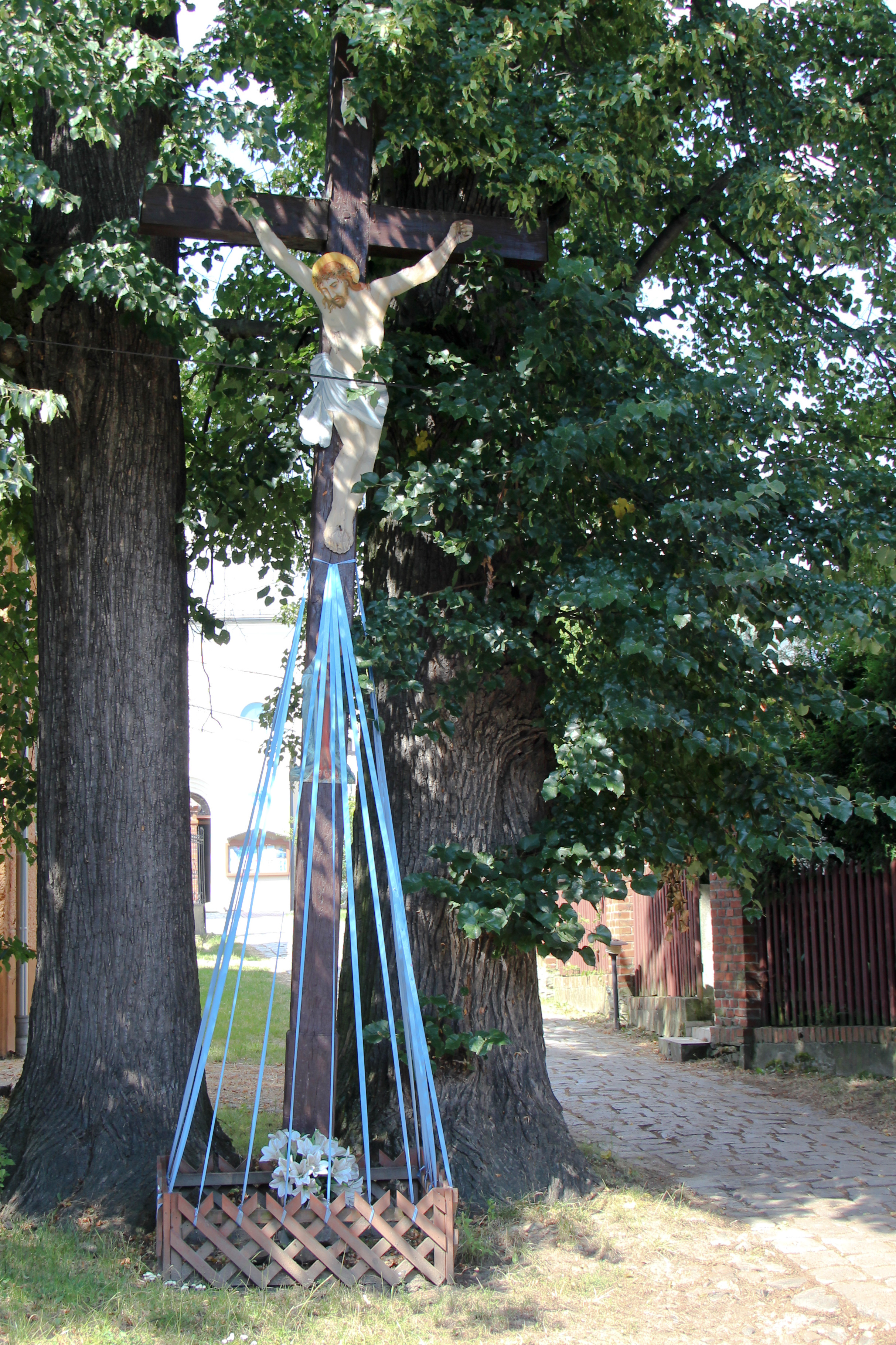
Krzyż przydrożny
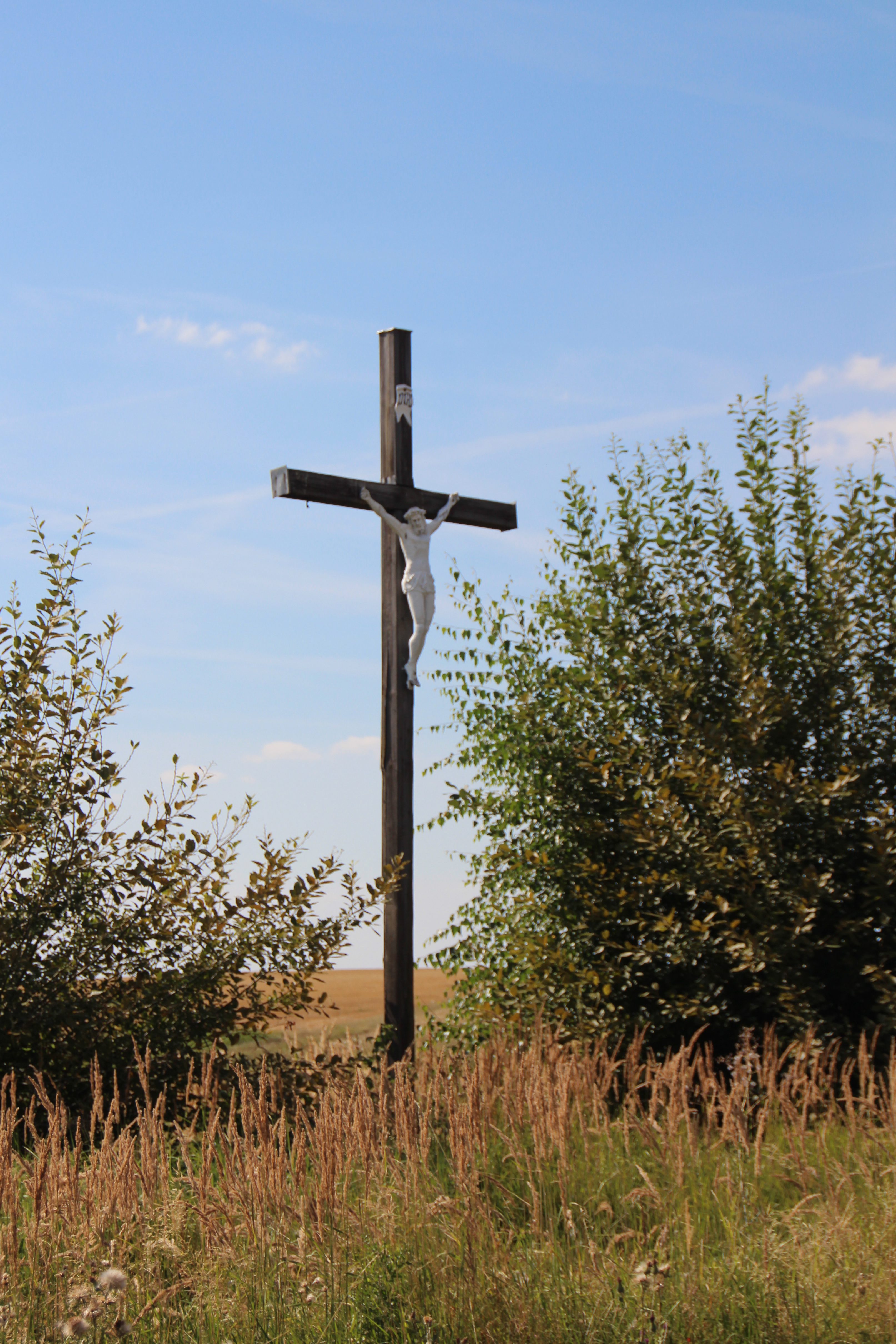
Krzyż przydrożny

## Sport

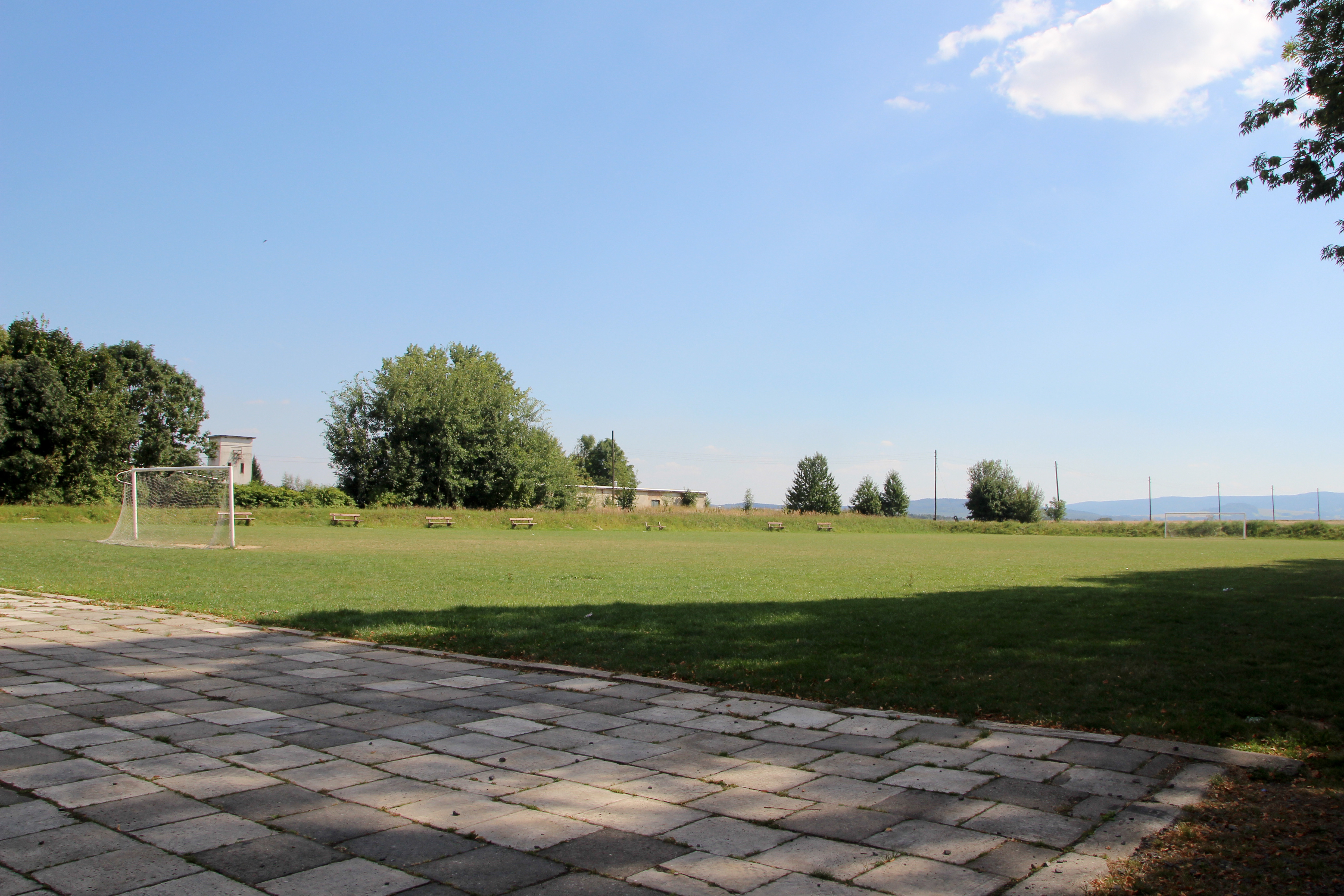
Boisko w Szybowicach

W Szybowicach funkcjonuje drużyna piłkarska: LZS „GROM” Szybowice, zgłoszona do rozgrywek C klasy seniorów podokręgu prudnickiego. Była mistrzem jesieni 2009/2010.
Informacje o klubie: rok założenia: 2007; barwy: zielono–żółte; pojemność stadionu: ok. 300 osób; wymiary stadionu: 96/56.

## Turystyka
Oddział PTTK „Sudetów Wschodnich” w Prudniku ustanowił turystyczną Odznakę Krajoznawczą Ziemi Prudnickiej, którą zdobywa się poprzez zwiedzenie odpowiedniej liczby obiektów w miejscowościach położonych na ziemi prudnickiej, w tym w Szybowicach.
15 lipca 2010, w ramach organizowanego w Prudniku VI Europejskiego Tygodnia Turystyki Rowerowej, w którym wzięli udział rowerzyści z całej Europy, przez Szybowice prowadziła trasa „Szlakiem błogosławionej Marii Luizy Merkert”.

## Służba zdrowia
W Szybowicach pod numerem 297 znajduje się Poradnia Medycyny Rodzinnej (Wiejski Ośrodek Zdrowia), która należy do Przychodni Lekarskiej „Medicus” w Prudniku.

## Bezpieczeństwo
W zakresie ochrony przeciwpożarowej oraz innych miejscowych zagrożeń w Szybowicach działa jednostka Ochotniczej Straży Pożarnej, zrzeszona w Związku Ochotniczych Straży Pożarnych RP w Prudniku i włączona w krajowy system ratowniczo-gaśniczy. OSP Szybowice wchodzi w skład Kompanii Gaśniczej „Prudnik”.
Miejscowość jest pod opieką dzielnicowego rejonu służbowego nr 7 Komendy Powiatowej Policji w Prudniku.
Teren wsi, jak i całej gminy Prudnik, położony jest w strefie nadgranicznej w związku z czym Straż Graniczna dysponuje, na tym obszarze, specjalnymi kompetencjami w zakresie bezpieczeństwa. Gminę Prudnik obejmuje zasięgiem służbowym placówka Straży Granicznej w Opolu ze Śląskiego Oddziału SG.

## Ludzie związani z Szybowicami
- Heinrich Kotzolt (1814–1881) – muzyk, urodzony w Szybowicach
- Josef Schwarzer (1881–1908) – sportowiec, urodzony w Szybowicach
- Günther Palten (1903–1945) – SS-Brigadeführer, urodzony w Szybowicach
- Ludwik Rutyna (1917–2010) – ksiądz katolicki, działacz kresowy, proboszcz parafii w Szybowicach
- Hieronim Bednarski (1921–1953) – działacz podziemia antykomunistycznego, zamieszkały w Szybowicach